# Wright Air Service

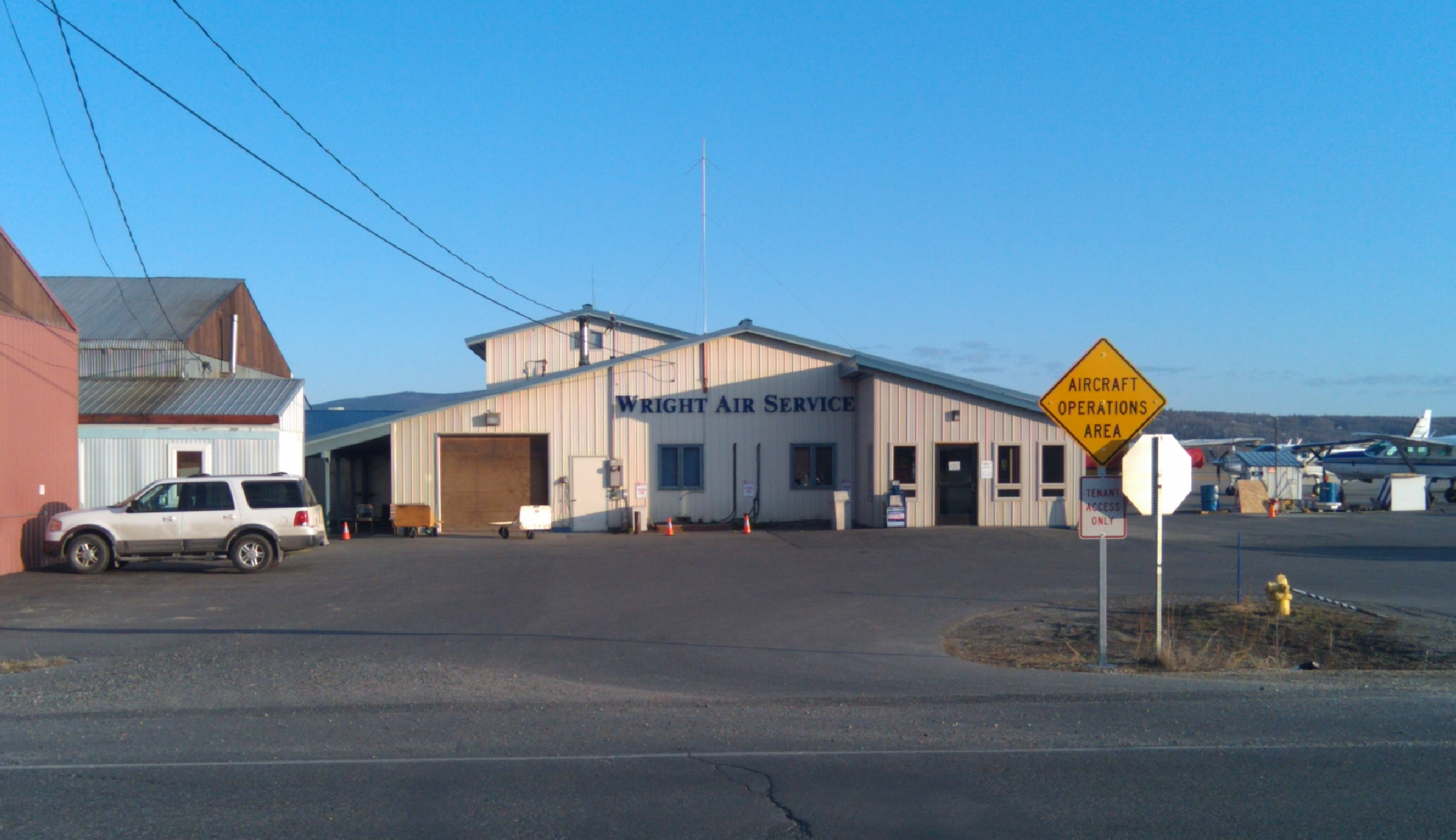
Wright Air Service Terminalgebäude.

Wright Air Service ist eine amerikanische Fluggesellschaft mit Sitz in Fairbanks, Alaska, USA, wurde von Al Wright gegründet und nahm 1967 den Betrieb auf. Robert Bursel, der seit 1967 für Wright Air flog, übernahm 1982 die Airlines. Er bot Passagier-, Fracht- und Postlinienflüge von Fairbanks zu Städten des nördlichen Alaska Interior an. Im Jahr 2017 verkaufte Bursel die Gesellschaft an Matt Atkinson, Lee Kenaston, und Brett Carlson.
Wright Air Services transportieren jährlich etwa 40.000 Passagiere.

## Flotte
Die Flotte von Wright Air Service besteht mit Stand vom Juli 2020 aus:
| Flugzeugtyp              | Anzahl | Sitze | Bemerkung |
| ------------------------ | ------ | ----- | --------- |
| Cessna 208 Grand Caravan | 11     | 9     |           |
| Cessna 206               | 2      | 4     |           |
| Piper Navajo Chieftain   | 2      | 8     |           |
| Piper Navajo             | 1      | 6     |           |
| Helio Courier            | 4      | 3     |           |
| Beechcraft Bonanza       | 1      | 3     |           |
| Gesamt                   | 21     | -     | -         |

Am 7. Juli 2020 kaufte Wright Air vier Cessna aus der Ravn Alaska Insolvenzauktion.

## Zielflughäfen

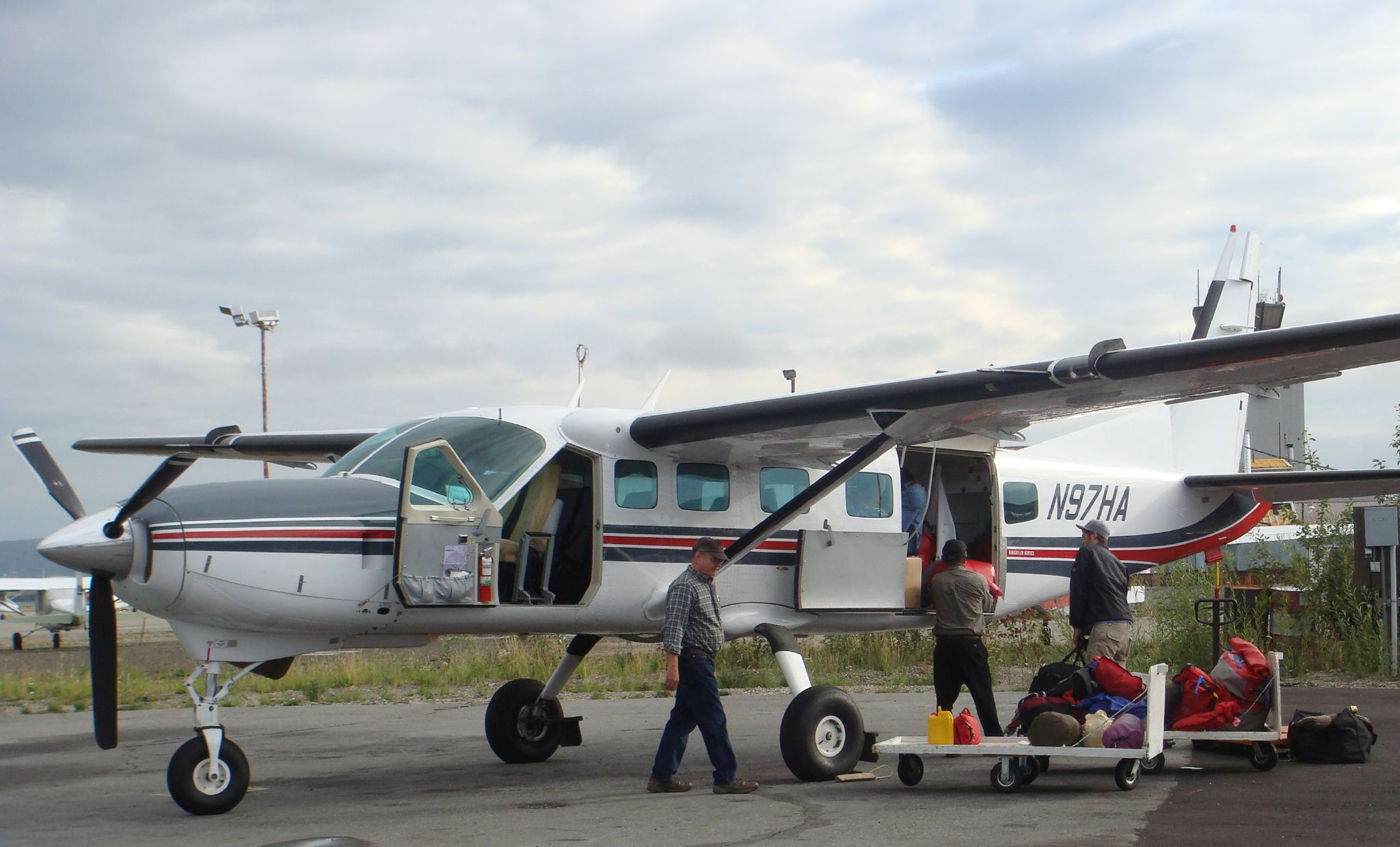
Wright Air Cessna 208 Caravan am Fairbanks International Airport.

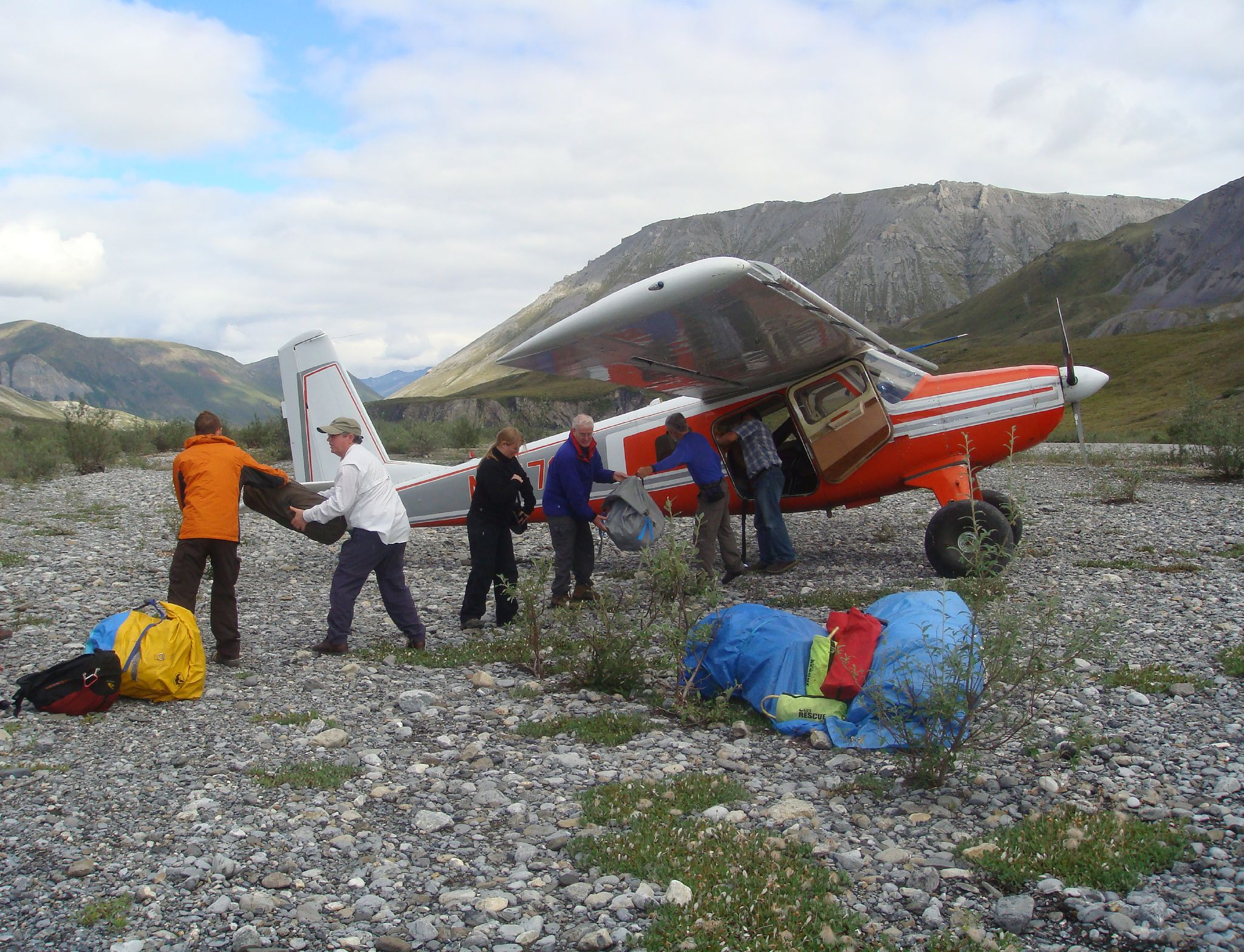
Wright Air Helio Courier beim Ausladen auf einer Schotterpiste.

Wright Air Service führt Linienflüge für Passagiere zu folgenden Zielen in Alaska durch (Stand 2020):
- Allakaket (AET) – Flugplatz Allakaket (nach Bettles, Fairbanks)
- Anaktuvuk Pass (AKP) – Flugplatz Anaktuvuk Pass (nach Bettles, Fairbanks)
- Arctic Village (ARC) – Flughafen Arctic Village (nach Fairbanks, Fort Yukon, Venetie)
- Bettles (BTT) – Bettles Airport (nach Allakaket, Anaktuvuk Pass, Fairbanks)
- Chalkyitsik (CIK) – Chalkyitsik Airport
- Coldfoot (CXF) – Coldfoot Airport
- Birch Creek (KBC) – Birch Creek Airport (nach Fairbanks, Venetie)
- Fairbanks (FAI) – Fairbanks International Airport (Hub)
- Fort Yukon (FYU) – Fort Yukon Airport (nach Arctic Village, Birch Creek, Fairbanks, Venetie)
- Galena (GAL) – Edward G. Pitka Sr. Airport (nach Kaltag)
- Hughes (HUS) – Hughes Airport (nach Fairbanks, Tanana)
- Huslia (HSL) – Huslia Airport (nach Fairbanks, Hughes, Tanana, Ruby)
- Kaltag (KAL) – Kaltag Airport (nach Nulato)
- Koyukuk (KYU) – Koyukuk Airport (nach Huslia)
- Lake Minchumina (LMA) – Minchumina Airport (nach Fairbanks)
- Nulato (NUL) – Nulato Airport (nach Koyukuk)
- Ruby (RBY) – Ruby Airport (nach Fairbanks)
- Tanana (TAL) – Ralph M. Calhoun Memorial Airport (nach Fairbanks, Hughes, Huslia)
- Venetie (VEE) – Venetie Airport (nach Arctic Village, Birch Creek, Fairbanks, Fort Yukon)

Wright Air Service betreibt auch Charterflüge.